# Aquila AT01
Pour les articles homonymes, voir Aquila.
L’Aquila AT01 ou A210 est un avion léger biplace allemand de conception moderne motorisé par un rotax 912S de 100 ch (75 kW) et pourvu d'une hélice à pas variable.
Il est capable de voler en croisière entre 200 et 230 km/h (108 et 124 nd)
Ce nouvel appareil a été choisi par des pilotes privés et par de nombreuses écoles de pilotage. Le code OACI de l'AT-01 est A210 et sa catégorie de turbulence de sillage (WTC) est L.

## Les dates clés
- 1995 : Le développement de l'aquila AT01 commence.
- 1998 : Les composants du premier prototype sont usinés et les essais de fatigue sur les ailes débutent.
- 2000 : Décollage du premier prototype sur l'aérodrome de Schönhagen en Allemagne.
- 2001 : Fin des essais en vol.
- 2002 : Livraison du premier Aquila.
- 2016 : Reprise d'Aquila Aviation par l'entreprise turque BPlas.

## Voir aussi

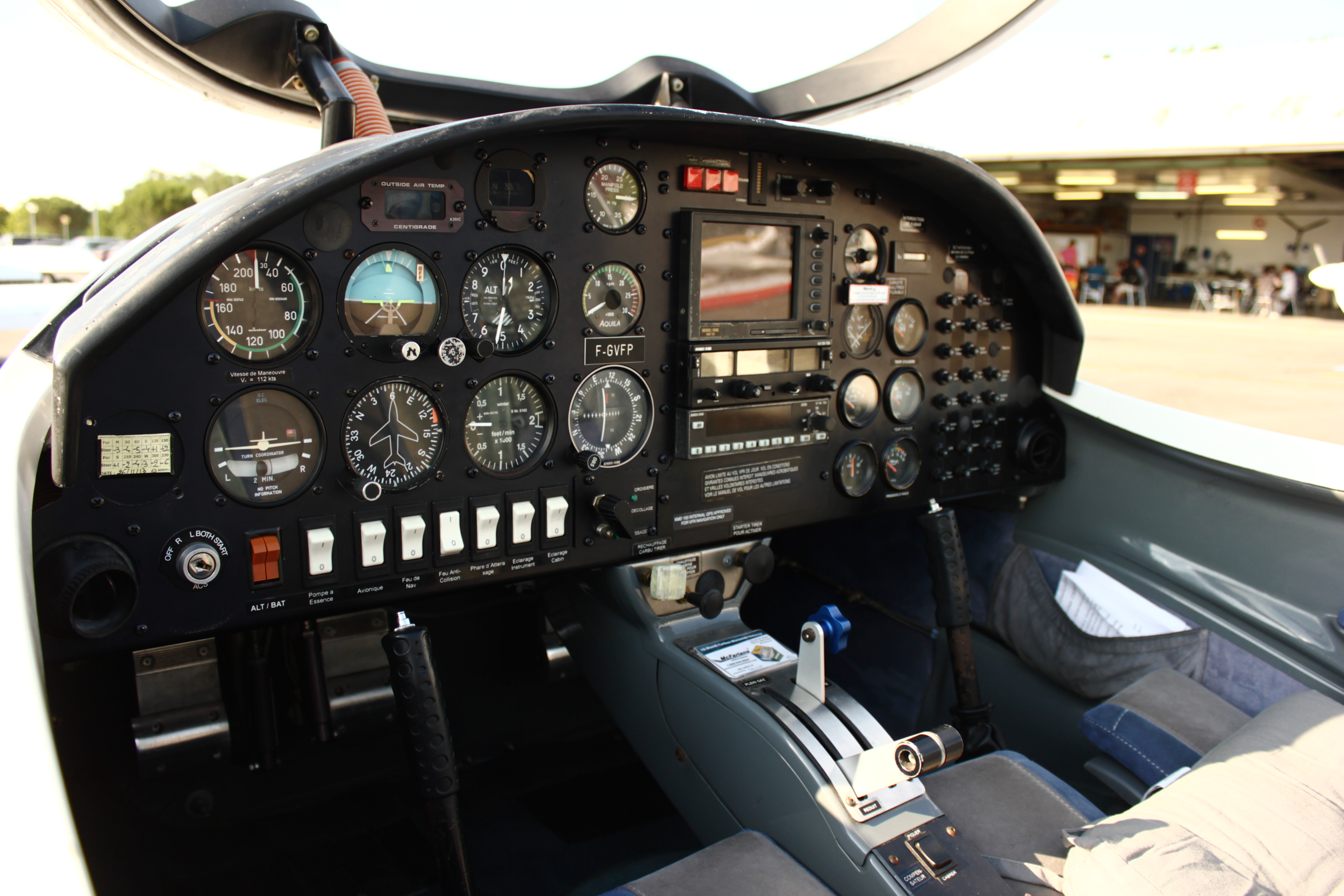
Cockpit Aquila AT01 F-GVFP

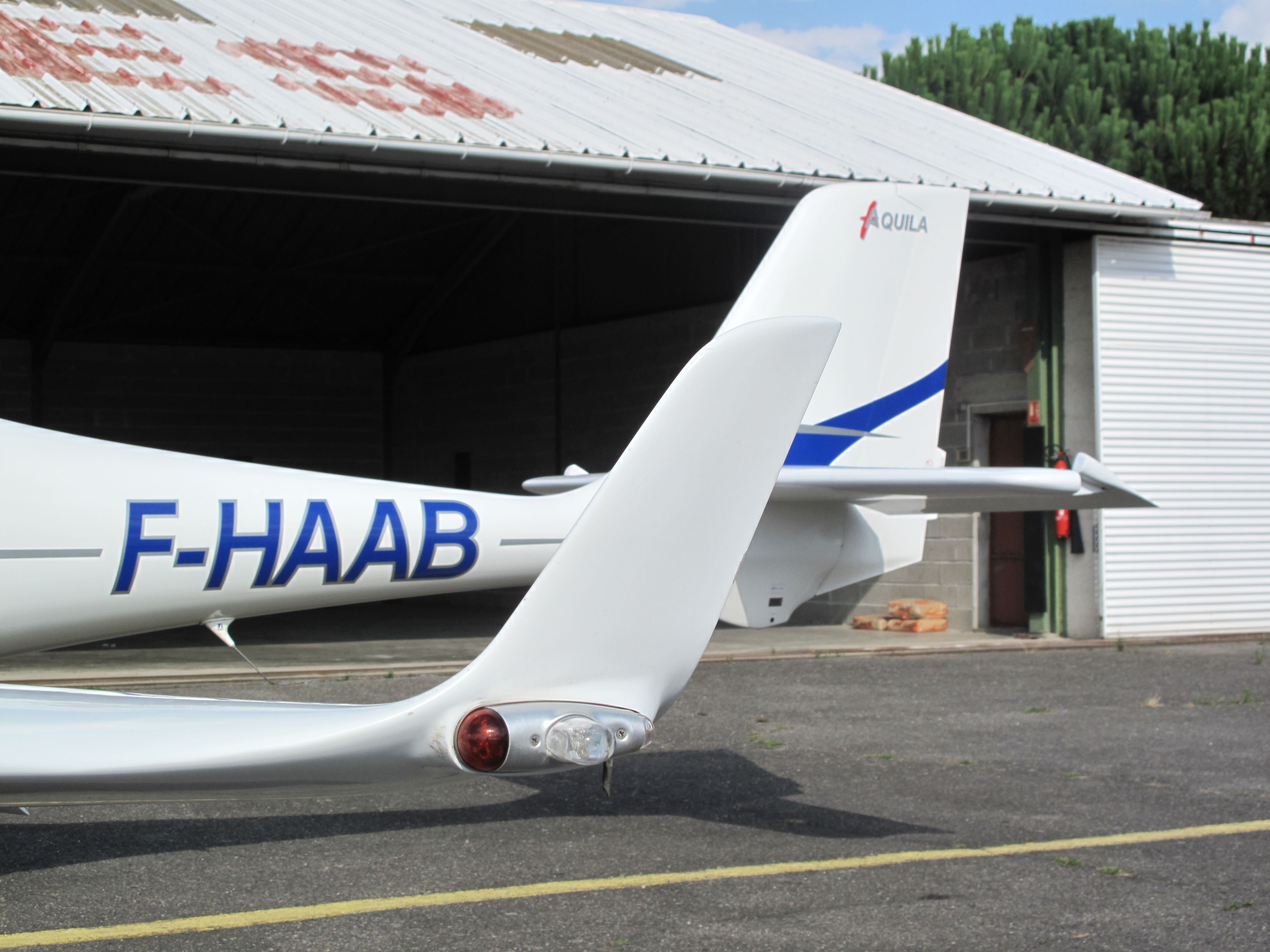
Le Saumon Winglet d'un Aquila

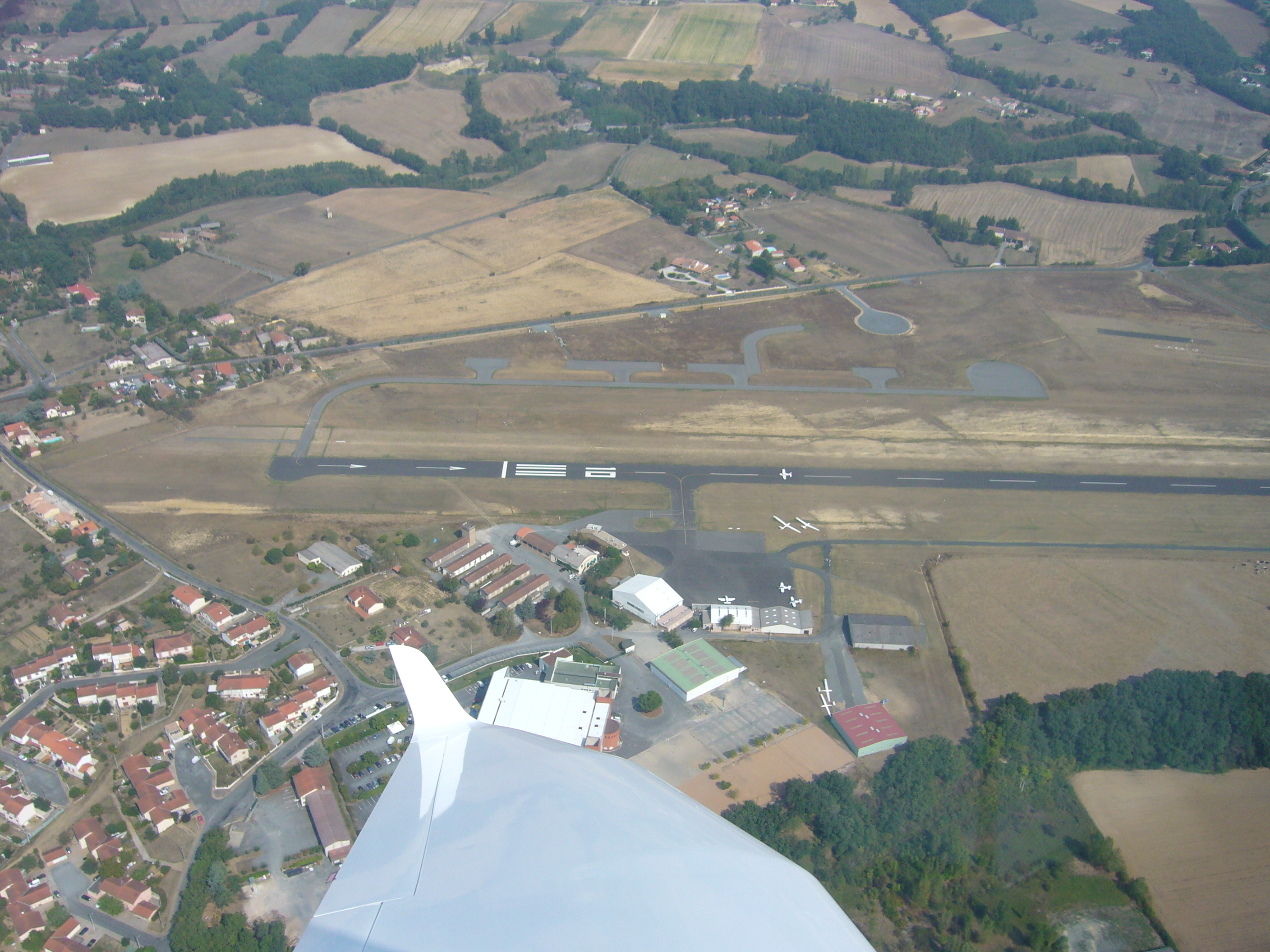
En début de vent arrière, piste 28 à Graulhet